# Moorseele Military Cemetery
Moorseele Military Cemetery is een Britse militaire begraafplaats met gesneuvelden uit de Eerste Wereldoorlog, gelegen in het Belgische dorp Moorsele, een deelgemeente van Wevelgem in de provincie West-Vlaanderen. Ze ligt achter het voormalige Klooster van de H. Familie, nu een middelbare school. De begraafplaats werd ontworpen door William Cowlishaw en heeft een rechthoekig grondplan, omgeven door een haag. De toegang bestaat uit een tweedelig metalen hek. Het Cross of Sacrifice staat bij de oostelijke rand en wordt geflankeerd door twee witte stenen zitbanken. 

## Geschiedenis
Duitse medische eenheden hadden in 1914 in het klooster een ziekenhuis ingericht. De begraafplaats werd ook door hen in 1915 gestart en bleef in gebruik tot aan de inname van het dorp door de 15th Royal Irish Rifles op 14 oktober 1918. Daarna werden Britse slachtoffers hier begraven door de XIX Corps Burial Officer (dit is de officier die verantwoordelijk was voor het registreren en begraven van de slachtoffers), de 3rd Australian en de 64th Casualty Clearing Station. Ook het kerkhof van Moorsele werd door de Duitse troepen gebruikt. Van daaruit werden 4 Canadese officieren en 1 soldaat naar hier overgebracht. In 1929 werd nog 1 graf vanuit Cuerne Churchyard in Kuurne hier bijgezet. 
Onder de geïdentificeerde doden zijn er 89 Britten en 8 Canadezen. In 1930 werden meer dan 800 Duitse graven naar Menen verplaatst.
De begraafplaats werd in 2009 als monument beschermd.

## Onderscheiden militairen
- C.M. Carbert, kapitein bij de Canadian Canadian Infantry, luitenant Alfred Ernest Chambers en onderluitenant A. Fielding van de Royal Fusiliers en luitenant George Hatcher Seal van het Hampshire Regiment werden onderscheiden met het Military Cross (MC).
- John Pullar Peatie, korporaal bij de Royal Scots ontving de Distinguished Conduct Medal (DCM). Terence Lawler, soldaat bij het Machine Gun Corps (Infantry) werd onderscheiden met de Distinguished Conduct Medal en tweemaal met de Military Medal (DCM, MM and Bar).
- compagnie sergeant-majoor George William Fisher, sergeant H. Christie, de korporaals D. Main en J. Graham en de soldaten W.H. Bryant en Fred Norman Watson ontvingen de Military Medal (MM). Soldaat James Martin (dienend onder het alias James Morton) ontving deze onderscheiding tweemaal (MM and Bar).